# 1986 en droit
Cet article présente les faits marquants de l'année 1986 en droit.

## Événements

### Janvier
- 3 janvier, France : entrée en vigueur de la loi littoral.

### Juillet
- 31 juillet, France : loi sur les privatisations (que le président Mitterrand avait refusé de promulguer par ordonnance).

### Août
- 7 août, France : lois sur la sécurité et les conditions d'entrée et de séjours des étrangers : expulsions par décision préfectorale, restriction de l'accès à la carte de séjour de 10 ans…

### Octobre
- 24 octobre, France : loi sur le redécoupage des circonscriptions, que le président Mitterrand avait refusé de promulguer par ordonnance.

### Novembre
- 19 novembre, France : loi autorisant les activités privées dans le commerce, l'artisanat, les services.
- 21 novembre, France : l'Assemblée nationale autorise le gouvernement de France à ratifier l'acte unique européen.
- 22 novembre, France : manifestations et grèves lycéennes et étudiantes contre le projet  Devaquet de réforme de l'enseignement supérieur.
- 27 novembre, France : sommet de la mobilisation étudiante contre le projet  Devaquet : 600 000 manifestants à Paris.

### Décembre
- 6 décembre, France : nouvelles manifestations contre la loi Devaquet. Violente répression : la police tue un étudiant, Malik Oussekine. Démission du ministre des universités Alain Devaquet.
- 8 décembre, France : retrait du projet de réforme des universités en France.
- 17 décembre, France : le président  Mitterrand refuse de signer une ordonnance sur l'aménagement du temps de travail.